# مطار القرضابية الدولي
مطار القرضابية الدولي أو مطار سرت الدولي هوَ مطار دولي يَقع قرب مدينة سرت الليبيَّة، على مسافة 20 كيلومتراً جنوبها.

## التاريخ
حظيَ مطار القرضابية الدولي بأهميَّة عالية من بين مطارات ليبيا، إذ أنه لطالما استقبلَ الكثير من كبار رؤساء الدول العربية والأجنبية، خصوصاً وقت القمَّة العربية عام 2010 نظراً إلى أن القمة كانت معقودة في سرت، ولذلك فقد جاءَ مُعظم الحاضرين عبرَ المطار.
في 25 ديسمبر 2010 أقيمَ احتفال ضخمٌ في المطار حضره مدير المطار وعددٌ كبيرٌ من المسؤولين الليبيين في قطاع النقل والمواصلات لاستقبال طائرتين جديدتين من طراز إيرباص إيه 320 إحداهما تابعة للخطوط الجوية الإفريقية والأخرى للخطوط الجوية الليبية كانتا قد حطتا وقتها للمرَّة الأولى في مطار بعدَ شرائهما.

### أحداث 2011
انتشرت أنباءٌ بأن المطار تعرَّض للقصف خلال اشتباكات بين موالين ومناهضين للعقيد معمر القذافي في 16 مارس 2011، غير أن مديره الضابط «محمد مفتاح» نفى هذه الأنباء. كما كان المطار ساحة للقتال خلال معركة سرت في شهر سبتمبر عام 2011 بعدَ أن دخلَ المدينة ثوَّار مسلَّحون خلال ثورة 17 فبراير، وفي النهاية كان المطار من أول أجزاء المدينة التي تقع في أيدي الثوار.

## خطوط الطيران
| الخطوط                  | الوجهات               |
| ----------------------- | --------------------- |
| الخطوط الجوية الليبية   | بنغازي - طرابلس       |
| الخطوط الجوية الأفريقية | بنغازي - تونس العاصمة |